# ليون الإفريقي
الحسن بن محمد الوزّان الزياتي الفاسي والمشهور بليون الأفريقي أو يوحنا ليون الأفريقي أو يوحنا الأسد الأفريقي (1488م - 1554م). هو جغرافي ورحالة وجاسوس، اُشتهر بتأليفه الجغرافي في عصر النهضة، ومن أشهر مؤلفاته كتاب وصف أفريقيا.

## مسيرته
يُرجّح البعض أنه ينتسب إلى قبيلة زناتة الأمازيغية، عاشت أسرته حقبا من الزمن في الأندلس، وولد هو بمدينة غرناطة قُبيل سقوطها في يد الأسبانيين. يختلف المؤرخون في تحديد سنة ولادته، فيجعلها بعضهم عام 901 هـ / 1495م وبعضهم عام 906 هـ / 1500م. وانتقل للمغرب للعيش بفاس، حيث تلقى تعليمه في الكتاب ثم في القرويين، تقلد وظائف سامية وهو لايزال يافعا، وأرسل في بعثات عديدة أيام الوطاسيين داخل المغرب وخارجه، حيث جاب الآفاق واكتما علما وعقلا وتجربة وجولانا ولم يكن قد بلغ من العمر الثلاثين. وأصبح سفيراً لسلطانها محمد البرتقالي في سفارة مَرَّ بها على تمبكتو وممالك أفريقيّة أخرى، وقد زار كذلك مصر وإسطنبول في رحلاته كما حج أثناء إقامته في غرب آسيا، ثم سقط في الأسر خلال توقّف سفينته في جزيرة جربة، وعندما انتبهوا إلى مكانته وتعرفوا على شخصيته،اقتيد إلى روما كهدية للبابا ليون العاشر الذي حمله على اعتناق المسيحية، والبقاء لتدريس العربية في روما، التي كتب فيها مجموعة كتب في اللغة والأدب والجغرافيا أشهرها كتاب «وصف أفريقيا» الذي تُرجم للعربية ونشر في عام 1399 هـ / 1979م على يد د. عبد الرحمن حميدة. لم يعلم هل مات في روما أم لا وإن كان الغالب أنه قفل راجعا لتونس ليعيش في دار الإسلام دون أن يشتهر في الجانب الإسلامي كشهرته في الغرب.

## حول ليون الإفريقي
خصّص المؤرخ التونسي محمد بن الخوجة هامشا طويلا يعرف فيه بِليون الأفريقي في أحد أبحاثه التاريخية المنشورة في المجلة الزيتونية في 1941 (وبعد ذلك في كتاب صفحات من تاريخ تونس المنشور بعد وفاته في 1986)، وقال أنه يعتقد أن تحول الحسن الوزان إلى المسيحية كان صوريا فقط، لأن كتابه حول تاريخ بلاد الإسلام لا يحتوي على شيء يحط من قدر الدين الإسلامي، خاصة وأن مصادر أخرى ذكرت أنه عاد لتونس وتوفي بها.

## أعماله

### عمله في إيطاليا
قضى قسطا هاما من كهولته في إيطاليا، حيث تقلد كرسي الدراسات الشرقية في جامعة بولونيا. وفي سنة 930 هـ – 1524 م ألف لطبيب يهودي معجما عربيا عبريا لا يزال مخطوطا. ويذكر الحجوي بأنه موجود في خزانة الإسكوريال بمدريد.

## أعمال عنه

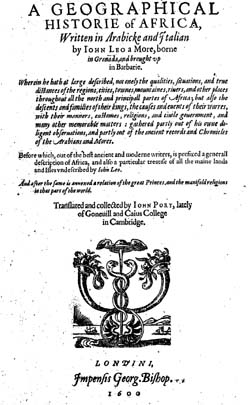
الصفحة الرئيسية للطبعة الإنجليزية لعام 1600 لكتاب ليون الإفريقي عن أفريقيا.

### رواية أمين معلوف
كتب أمين معلوف رواية ليون الإفريقي بذات القصة وحقّقت نجاحا منقطع النظير وترجمت إلى لغات عدة وساهمت بشكل كبير في التعريف به وإعادة اكتشافه من جديد بعد سنين طويلة من النسيان.

### وثائقي بي بي سي
عرضت قناة بي بي سي، في يونيو 2011، فيلما وثائقيا بعنوان «ليون الأفريقي، رجل بين عوالم» Leo Africanus A Man Between Worlds، عرض لحياته منذ طفولته في غرناطة حتى وصوله إلى روما أسيرا مرورا بحياته في فاس ورحلته إلى تمبوكتو واختطافه في البحر المتوسط.

الفيلم كان من إعداد وتقديم بدر الدين الصائغ وإخراج جيريمي جيفس وقد أدّى الفنان جهاد الأطرش صوت الحسن الوزان، في النسخة العربية التي عُرضت في قناة بي بي سي العربية بعنوان «على خُطى ليون الأفريقي» وهو موجود على موقع اليوتيوب.

## مؤلفاته
- وصف أفريقيا

### استشهادات
1. ↑  حجوري، محمد. ليون الإفريقي : حياة الوزان الفاسي وآثاره. ISBN:978-9954-581-67-4. OCLC:919202027. مؤرشف من الأصل في 2022-08-30.
2. ↑  "Leo Africanus Discoveries". www.leoafricanus.com. مؤرشف من الأصل في 2022-07-25. اطلع عليه بتاريخ 2022-08-30.
3. ↑  Dietrich Rauchenberger (1999):Johannes Leo der Afrikaner. Seine Beschreibung des Raumes zwischen Nil und Niger nach dem Urtext , Harrassowitz Verlag, S. 27-28.
4. ↑  "مذكرات من التراث المغربي : kitabweb-2013.forumaroc.net : Free Download, Borrow, and Streaming : Internet Archive". Internet Archive. 25 مارس 2023. اطلع عليه بتاريخ 2023-05-29.
5. ↑  محمد بن الخوجة، صفحات من تاريخ تونس (تحقيق وتقديم حمادي الساحلي والجيلاني بن الحاج يحيى)، دار الغرب الإسلامي، بيروت، الطبعة الأولى، الصفحة 361، 1986.
6. ↑  "الإسكوريال - ويكيبيديا". ar.wikipedia.org. 1 أبريل 2008. مؤرشف من الأصل في 2023-06-02. اطلع عليه بتاريخ 2023-05-29.
7. ↑  BBC documentary about Joannes Leo Africanus نسخة محفوظة 30 سبتمبر 2013 على موقع واي باك مشين. [وصلة مكسورة]

### ببليوغرافيا
- «الحسن بن محمد الوزان. شخصية مغربية فذة مجهولة في الوسط المغربي.»